# Herrliberg

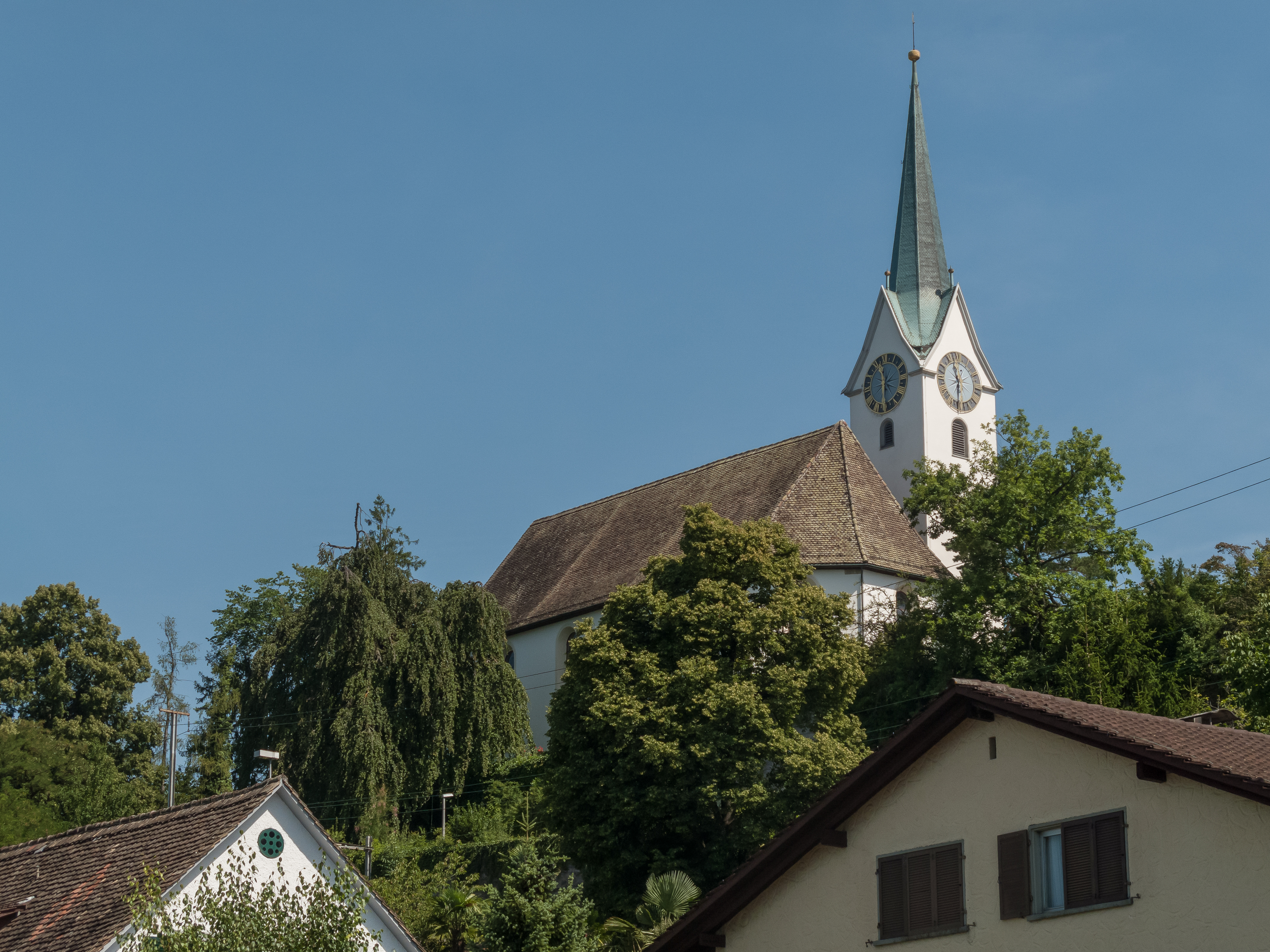
Herrliberg, l'église protestante.

Herrliberg est une commune suisse du canton de Zurich, située dans le district de Meilen.

## Monuments

Photo aérienne prise à 150 m par Walter Mittelholzer (1919).

Un bloc erratique de couleur rouge foncé-violet, appelé Pflugstein, se trouve sur le territoire de la commune.

## Références

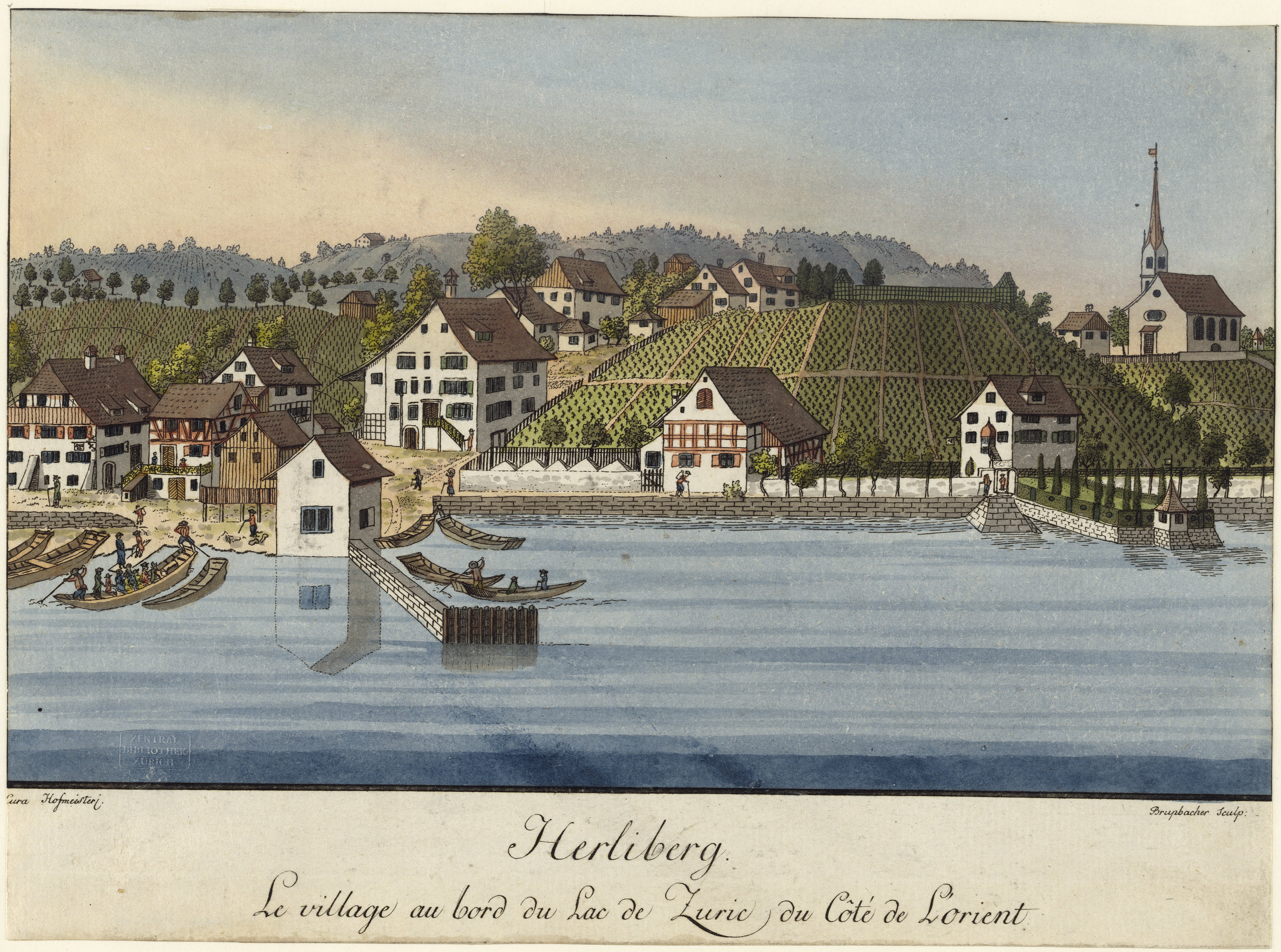
Le village en 1794.